# Vlaamse Inschakelingspremie
Vlaamse Inschakelingspremie (VIP), in Vlaanderen, is sinds 1999 een subsidie die de werkgever ontvangt wanneer hij een persoon met een handicap in dienst neemt als vergoeding voor kosten voor de integratie, professionele begeleiding en het arbeidsrendementsverlies. 

## Werkgever
De werkgever is actief in de privé-sector, voldoet aan de wettelijke verplichtingen die hij als werkgever heeft, en mag geen persoon met een handicap in dienst nemen in plaats van iemand zonder handicap, louter en alleen omwille van de premie. 
Deze premie bedraagt 30% van het minimumloon plus de bijdragen tot de sociale zekerheid voor de werkgever verminderd met tussenkomsten door de federale overheid of regionale tewerkstellingsdiensten. De werkgever ontvangt de premie van het Vlaams Fonds voor de Sociale Integratie van Personen met een Handicap. Hij doet hiervoor een aanvraag bij deze overheidsinstelling. 

## Werknemer
De werknemer met een handicap moet een handicap hebben die erkend is door het Vlaams Agentschap voor Personen met een Handicap. Hij moet bovendien een aanvraag ingediend hebben en erkenning verkregen hebben voor bijstand bij opleiding & werk op de open arbeidsmarkt. Hij kan zowel voltijds als deeltijds werken.